# Riverdale (Iowa)
Riverdale ist eine Stadt am Mississippi River im Scott County im US-amerikanischen Bundesstaat Iowa. Das U.S. Census Bureau hat bei der Volkszählung 2020 eine Einwohnerzahl von 379 ermittelt.
Arconic verfügt über ein Aluminiumwalzwerk in Riverdale, das etwa 2000 Mitarbeiter beschäftigt. Die Stadt ist auf drei Seiten von der Stadt Bettendorf und auf der vierten Seite vom Mississippi umgeben. Riverdale ist Teil der Metropolregion Quad Cities.

## Geschichte
Kurz nach dem Kauf Louisianas und der Erkundung des Iowa-Territoriums erkannten die frühen Siedler, dass das Mississippi-Tal ein großartiger Ort war, um sich niederzulassen, das Land zu pflügen und mit der Landwirtschaft zu beginnen.
Mitte der 1840er Jahre wurde das älteste, heute noch erhaltene Gebäude der Gemeinde erbaut.
Im Jahr 1912 wurde Iowana Dairy Farms in der heutigen Stadt Riverdale gegründet. Die französische Holstein-Rinderherde wurde zu einer der größten und herausragendsten in den Vereinigten Staaten.
Die Aluminium Company of America (ALCOA) zog 1946 in die Gegend. Mitte 1948 war der Bau des neuen Werks abgeschlossen und 1949 wurde der Betrieb aufgenommen.
Riverdale wurde am 27. Dezember 1950 zur Stadt erhoben. Nach einer dreijährigen Anfechtung durch die Stadt Bettendorf bestätigte der Oberste Gerichtshof von Iowa die Entscheidung und der Stadt Riverdale wurde am 9. Februar 1953 ihre Unabhängigkeit gewährt.

## Verkehr
Riverdale liegt am U.S. Highway 67. Durch den Ort führt zudem eine ausschließlich im Güterverkehr genutzte Bahnstrecke der Canadian Pacific Railway von Elgin bei Chicago nach Kansas City, die in den 1880er-Jahren durch die Chicago, Milwaukee and St. Paul Railroad errichtet wurde.